# Suchá dolina (Valaská)
 Suchá dolina je chráněný areál v oblasti NAPANT.
Nachází se v katastrálním území obce Valaská v okrese Brezno v Banskobystrickém kraji. Území bylo vyhlášeno či novelizováno v roce 2008 na rozloze 3,1150 ha. Ochranné pásmo nebylo stanoveno.